# Footprints (album)
Footprints là album phòng thu đầu tiên của nữ ca sĩ người Úc Holly Valance, phát hành tại Anh bởi hãng đĩa London Records vào ngày 14 tháng 10 năm 2002.
Album này gặt hái nhiều thành công tại Anh, nơi mà đĩa đơn đầu tiên "Kiss Kiss" đạt được vị trí hàng đầu trên các bảng xếp hạng đĩa đơn. Footprints đứng vị thứ #9 trên bảng xếp hạng những album bán hơn 100,000 bản (được chứng nhận đĩa Vàng).
Tại quê hương của Valance là Úc, album cũng gặt hái nhiều thành công tương tự như tại Anh, Footprints lọt vào top 15, bán được hơn 35,000 bản và cũng được chứng nhận đĩa Vàng.
Thành công tại Nhật Bản khi mà album của Valance đứng vị thứ #19 trên bảng xếp hạng Oricon Charts và bán được 159,606 bản, được công nhận đĩa Vàng. Đây trở thành một trong những thành công quốc tế lớn trong năm của Nhật Bản.

## Danh sách ca khúc
Standard Edition (Bản chuẩn)
1. "Kiss Kiss" (Juliette Jaimes, Aksu Sezen, Steve Welton-Jaimes) – 3:25
2. "Tuck Your Shirt In" (Joachim Björklund, Savan Kotecha) – 3:19
3. "Down Boy" (Rob Davis) – 3:26
4. "City Ain't Big Enough" (Joe Belmaati, Miych Hansen, Remmem) – 3:38
5. "Cocktails and Parties" (Tom Nichols, Johnson Somerset) – 4:02
6. "Whoop" (B. Chapman, J. Hogarth, Karen Poole) – 3:24
7. "Hush Now" (Felix Howard, Nina Woodford, Fredrik Ödesjö) – 3:33
8. "All in the Mind" (F. Gordon, G. Saunders) – 3:47
9. "Harder They Come" (Rob Davis, Holly Valance) – 3:38
10. "Help Me Help You" (David Munday, Phil Thornalley, Melanie Chisholm) – 3:36
11. "Naughty Girl" (Grant Black, Cozi Costi, Deborah Ffrench, Brio Taliaferro) – 3:23
12. "Connect" (Julian Gallagher, Tom Nichols, Richard Stannard) – 3:10
13. "Send My Best" (T. Dickow, Holly Valance) – 4:25
14. "Twist" (Henrik Korpi, Mathias Johansson, Tom Nichols) - 3:46 (Japanese Bonus Track)

Special Edition Enchanced CD
14. "Kiss Kiss" (music video)
15. "Down Boy" (music video)
16. "The Making of "Down Boy" (video)

## Xếp hạng
| Bảng xếp hạng (2002)         | Vị thứ |
| ---------------------------- | ------ |
| Australian ARIA Albums Chart | 15     |
| Japan Albums Chart           | 19     |
| UK Albums Chart              | 9      |